# 5752 (année hébraïque)
5752 (hébreu : ה'תשנ"ב , abbr. : תשנ"ב) est une année hébraïque qui a commencé à la veille au soir du 9 septembre 1991 et s'est finie le 27 septembre 1992. Cette année a compté 385 jours. Ce fut une année embolismique dans le cycle métonique, avec deux mois de Adar - Adar I et Adar II. Ce fut la cinquième année depuis la dernière année de chemitta.
En l'an 5752, l'État d'Israël a fêté ses 44 ans d'indépendance.

## Calendrier
Ce calendrier hébraïque de l'année 5752 donne les correspondances avec les dates du calendrier grégorien.
Le premier nombre dans chaque case correspond au jour du mois hébraïque. Les jours en couleurs sont des jours remarquables juifs ou israéliens.
| ◄◄ | 5752 | ►► |

## Événements
- Attentat de l'ambassade israélienne à Buenos Aires de 1992

## Naissances
- Taylor Lautner
- Nick Jonas

## Décès
- Grace Hopper
- Menahem Begin
- Friedrich Hayek
- Mikhaïl Tal

5747 - 5748 - 5749 - 5750 - 5751 - 5752 - 5753 - 5754 - 5755 - 5756 - 5757